# Vakkanai
Wakkanai (japánul 稚内市; -shi, ainu nyelven: Yam Wakka Nay) Japán legészakibb városa Soya alprefektúrában, Hokkaidó szigetén. Az alprefektúra fővárosa. Itt található Japán legészakibb pontja, a Soya fok, ahonnan tiszta időben láthatók Oroszország partjai.
A város lakossága 2007-ben mintegy 40 629 volt, népsűrűsége 56,11 fő/km². A város területe 2000-es adat szerint 760,80 km².
A várost 1949. április 1-jén alapították.

## Népessége
| Lakosok száma | 39 595 | 36 380 | 33 036 |
|               | 2010   | 2015   | 2020   |